# 사우스오스트레일리아 대학교
사우스오스트레일리아 대학교(UniSA) 또는 남호주 대학교는 호주 사우스오스트레일리아주에 위치한 공립 연구 대학이며, 학생수는 약 37,000명으로 사우스오스트레일리아주 최대 규모의 대학이다. 오스트레일리안 테크놀로지 네트워크(Australian Technology Network of Universities)의 창립 멤버 대학 중 하나이다.
1856년에 설립된 사우스오스트레일리아 고등교육전문대학(South Australian College of Advanced Education 약칭 SACAE)과 1889년에 설립된 사우스오스트레일리아 광산산업학교(South Australian School of Mines and Industries)를 전신으로 하는 사우스오스트레일리아 공과대학(South Australian Institute of Technology 약칭 SAIT)이 합병하여 1991년 공립 종합대학교로 개교하였다.
2021년 QS(Quacquarelli Symonds)에서 발표한 세계대학순위 기준 개교한지 50년 미만의 전세계 대학(World’s Top 50 Under 50) 중 29위를 기록하였으며, 2022년 THE(Times Higher Education)에서 발표한 순위 기준으로는 46위를 차지하였다.
애들레이드 도심에 2개의 캠퍼스가 위치하고 있으며, 애들레이드 근교와 사우스오스트레일리아주 지방에 각각 2개의 캠퍼스를 두고 있다. 이외 부설 기관으로 세계 최대 규모의 마케팅 연구소인 Ehrenberg-Bass 마케팅 과학 연구소(The Ehrenberg-Bass Institute for Marketing Science) 등을 보유하고 있다.

## 역사
사우스오스트레일리아 대학교는 사우스오스트레일리아 공과대학(SAIT)과 사우스오스트레일리아 고등교육전문대학(SACAE)이 합병하여 1991년에 설립되었으며, 2021년 개교 30주년을 맞이하였다.

### 합병 추진 계획 및 경과
2018년 6월, 애들레이드 대학교(University of Adelaide)와 공식적으로 합병을 논의하기 시작하였으나 2018년 10월 무산되었다. 2022년 초 피터 말리노스카스(Peter Malinauskas) 주지사가 이끄는 새 주정부에 의해 대학 합병 논의가 재개되었으며, 플린더스 대학교(Flinders University)를 포함하여 사우스오스트레일리아주 3개 대학의 합병 타당성 검토를 위한 위원회를 설치할 것을 제안하였다. 2022년 12월, 사우스오스트레일리아 대학교와 애들레이드 대학교는 합병에 대한 의사를 재차 밝히고 대학 합병 타당성 조사를 착수하였다. 2023년 7월 1일, 두 대학은 통합 대학의 교명을 “애들레이드 대학교(Adelaide University)”로 변경하고 2026년 1월부터 통합하여 운영하기로 하는 합병안(案)에 합의하였다.

## 캠퍼스

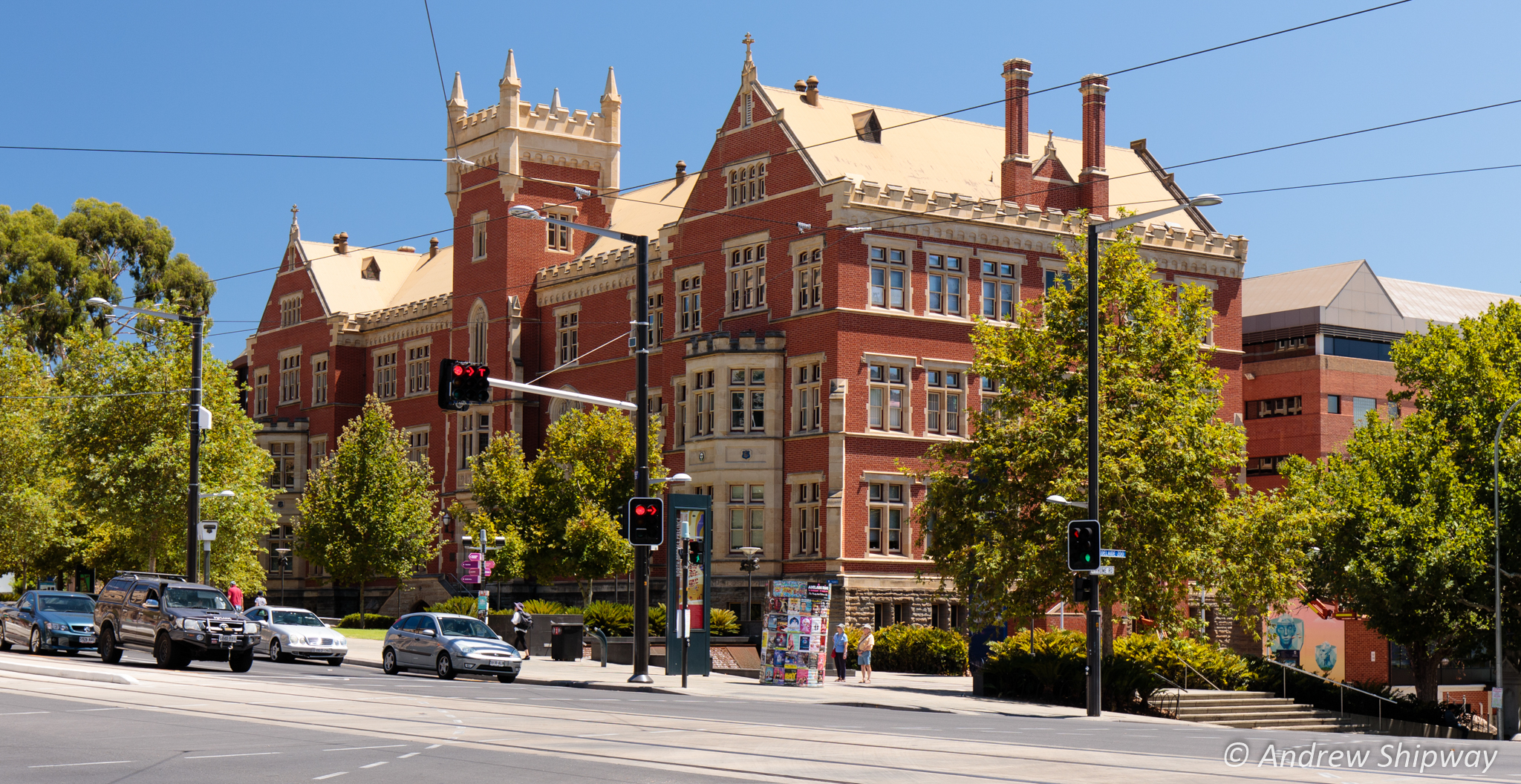
시티 이스트캠퍼스 브룩맨 홀(Brookman Hall)

애들레이드 도심에 시티 웨스트(City West) 캠퍼스와 시티 이스트(City East) 캠퍼스가 위치하고 있으며, 애들레이드 외곽지역에는 모슨 레이크(Mawson Lakes) 캠퍼스와 매길(Magill) 캠퍼스가 있다. 사우스오스트레일리아주 화이앨라(Whyalla)와 마운트 갬비어(Mount Gambier) 지역에 각각 지역 캠퍼스를 두고 있다. 또한, 홍콩 침회 대학교 및 아시아 전역의 고등 교육 기관과 협력하여 해외 학위 프로그램을 운영하고 있다.

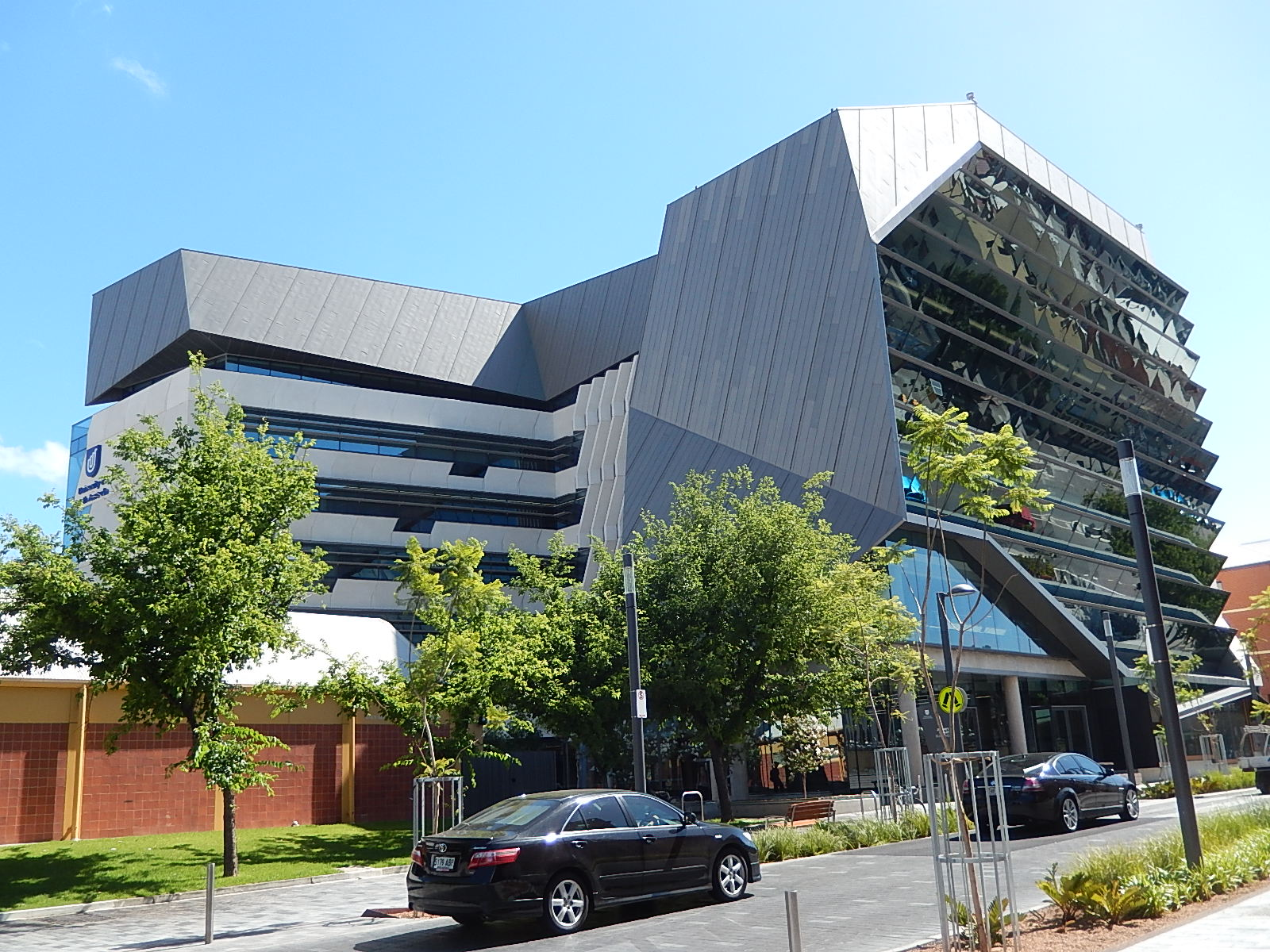
시티 웨스트캠퍼스 제프리 스마트 빌딩(Jeffrey Smart Building)

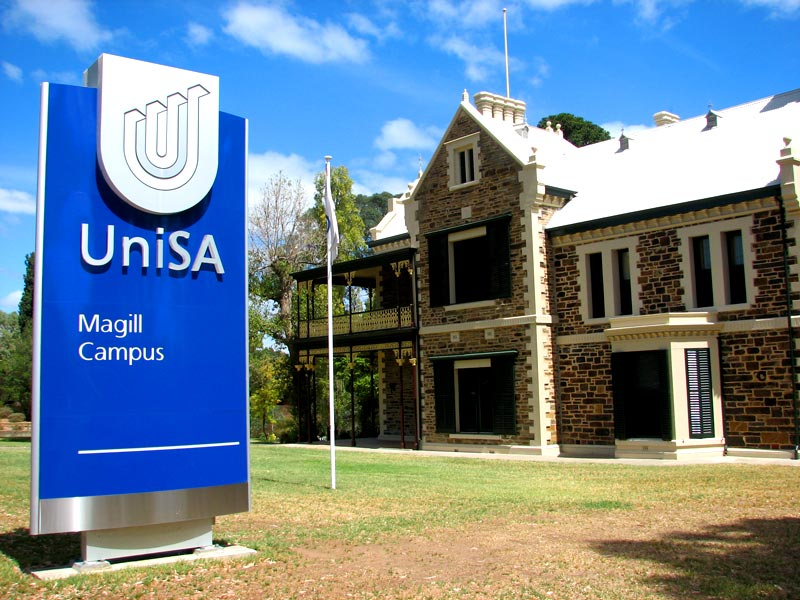
매길(Magill) 캠퍼스

## 순위 및 성과
2017년 이후 QS 전세계 대학평가 기준(QS World University Rankings) 300위 이내에 랭크 되었으며, 2020년 THE 전세계 대학평가(Times Higher Education World University Rankings) 기준 251-300위권 안에 랭크되었다. 2015년 호주 대학 연구 평가 (Excellence in Research for Australia 약칭 ERA) 기준 UniSA 연구의 97%가 세계적 수준 이상으로 평가되었고, 2018년에는 100%의 연구가 세계적 수준 이상으로 평가되었다. UniSA Business School은 전세계 200여개만이 보유한 EQUIS(EFMD Quality Improvement System) 인증을 받은 경영대학이다.

## 학부 및 연구소

### 학부
사우스 오스트레일리아 대학교(University of South Australia)의 학부는 7개로 구성되어 있다.
- UniSA Allied Health & Human Performance
- UniSA Clinical & Health Sciences
- UniSA Business
- UniSA Creative
- UniSA Education Futures
- UniSA Justice & Society
- UniSA STEM

### 부설연구소
부설연구소로 세 개의 기관이 있다:
- 미래산업연구소(Future Industries Institute 약칭 FII)
- Ehrenberg-Bass 마케팅 과학 연구소(The Ehrenberg-Bass Institute for Marketing Science)
- 암생물학센터(The Centre for Cancer Biology)

## 협력

### 연맹
사우스오스트레일리아 대학교가 소속된 연맹은 다음과 같다.
- Australian Technology Network (ATN)
- Open Universities Australia
- Australian Vice-Chancellors' Committee (AVCC)
- Association of Commonwealth Universities (ACU)
- Engineers Australia

### 국제교류
사우스오스트레일리아 대학교는 대한민국 내 한국과학기술원(KAIST), 서강대학교, 한양대학교, 중앙대학교 및 숙명여자대학교와 교환학생 협정을 맺고있다.

## 같이 보기
- 오스트레일리아의 대학 목록